# Rajetiće
Rajetiće (en serbe cyrillique : Рајетиће) est un village de Serbie situé sur le territoire de la Ville de Novi Pazar, district de Raška. Au recensement de 2011, il comptait 36 habitants.

## Démographie
| 1948 | 1953 | 1961 | 1971 | 1981 | 1991 | 2002 | 2011 |
| ---- | ---- | ---- | ---- | ---- | ---- | ---- | ---- |
| 318  | 402  | 442  | 372  | 206  | 105  | 63   | 36   |

|  |